# Chaetodontoplus caeruleopunctatus
Chaetodontoplus caeruleopunctatus är en fiskart som beskrevs av Yasuda och Tominaga, 1976. Chaetodontoplus caeruleopunctatus ingår i släktet Chaetodontoplus och familjen Pomacanthidae. IUCN kategoriserar arten globalt som otillräckligt studerad. Inga underarter finns listade i Catalogue of Life.